# Moriscos
Moriscos település Spanyolországban, Salamanca tartományban. Moriscos Aldearrubia, Aldealengua, Cabrerizos, Villares de la Reina, Castellanos de Moriscos és Gomecello községekkel határos. Lakosainak száma 566 fő (2024).

## Népesség
A település népessége az elmúlt években az alábbi módon változott:
| Lakosok száma | 127  | 121  | 143  | 163  | 306  | 325  | 349  | 429  | 523  | 566  |
|               | 2001 | 2004 | 2007 | 2009 | 2012 | 2014 | 2017 | 2019 | 2022 | 2024 |